# القديسة جينفيف
القديسة جنفياف أو القديسة جينفيف (بالفرنسية: Sainte Geneviève)‏؛ (باللاتينية: Sancta Genovefa, Genoveva)‏  ( في مدينة نانتير، حوالي 419/422 م وتنيحت في باريس 502/512 م)، هي شفيعة باريس في التقاليد الرومانية الكاثوليكية والأرثوذكسية الشرقية. يتم الاحتفال بعيد نياحتها في الـ 3 من يناير كل عام.
في عام 429 م. في طريقه إلى بريطانيا لمقاومة بدعة بيلاجيوس (قاوم هذه البدعة القديس أغسطينوس، فقد ركز بيلاجيوس على الجهاد البشري، حاسبًا أن الإنسان قادر على الخلاص بذاته. أساء بيلاجيوس إلى النعمة الإلهية)، تقابل مع القديس جرمانوس في قرية نانتير بالقرب من باريس مع فتاة صغيرة تبلغ حوالي السادسة من عمرها، تدعى جنفياف، أخبرته أن شهوة قلبها أن تحيا بالكامل للَّه فقط، فشجعها القديس على ذلك.
استدعى القديس جرمانيوس والديها وقال لهما إن السماء قد فرحت جدًا بميلاد بنتهما السعيدة، لأنها ستكون سببًا لخلاص الكثيرين. حين بلغت الخامسة عشرة من عمرها استلمت من أحد الأساقفة لباس العذارى المكرسات.

## رعاية الغنم
علي الرغم من القوانين التي أصدرها الأمبراطور ثيؤدوثيوس لتحريم الوثنية إلا أن والدا القديسة جنفياف فقيرين يعبدان الاصنام، واشرق عليهما الرب يسوع بنور الأيمان وقبِلا الإيمان المسيحي وتركا عبادة الأوثان.
طلب منها والدها أن ترعى غنمه، وكان عددهم قليلًا. وجدت جنفياف في رعاية الغنم فرصة رائعة لتقضي أغلب يومها وسط المراعي تمارس حياة الصلاة والعبادة لعريسها المحبوب يسوع المسيح.
شعرت والدتها بأن جنفياف تقضي ساعات طويلة في العبادة، وعبثًا حاولت أن تثنيها عن ذلك.في يوم عيدٍ أرادت الأم أن تعاقب ابنتها على مبالغتها في العبادة، فأمرت جنفياف أن تمكث في المنزل ولا تذهب معها إلى الكنيسة. بدموعٍ غزيرةٍ طلبت جنفياف من الأم ألا تحرمها من التمتع بعيد عريسها السماوي. احتدمت الأم غضبًا، ولطمت ابنتها على وجهها وصممت ألا تمضي معها إلى الكنيسة. أُصيبت الأم بالعمى وبقيت تُعاني منه لمدة عامين. أخيرًا بروح منكسرة قدمت الأم لابنتها قليلًا من الماء، وطلبت منها أن تصلي عليه، ثم غسلت به عينيها فأبصرت للحال. توفى والداها فذهبت لتعيش مع أشبينتها في باريس، وكرست كل وقتها للصلاة وخدمة الآخرين، لكنها قوبلت بمعارضة وسخرية حتى بعد أن زارها القديس جرمانوس مرة أخرى.

## مرضها
أُصيبت جنفياف بمرضٍ عضالٍ، حتى أوشكت أن تموت، إذ صارت في غيبوبة لمدة ثلاثة أيام. لكن الله وهبها رؤيا تعزيها، إذ رأت القديسين في مجدهم، والأشرار في عذاباتهم، وأن نفسها انطلقت كما إلى جبل الجلجثة ورأت السيد المسيح مصلوبًا.نُقشت هذه الرؤيا في أعماقها، وكانت سندًا لها في جهادها.مرة أخرى أصيبت بالبرص فتركها الجميع، لكن الله شفاها وصارت مرشدة للعذارى في باريس.

## معرفة أسرار الغير
من أجل محبتها الشديدة لخلاص إخوتها وهبها الله عطية معرفة أسرار أفكار الناس وما يدور في أعماقهم، فكانت تحثهم على التوبة.سقطت فتاة نذرت البتولية في خطية الزنا، فالتقت بها القديسة ونصحتها بالتوبة. خجلت الفتاة إذ أدركت أن القديسة عرفت مكان الخطية وتاريخ السقوط والساعة.

## بناء كنيسة
كشفت القديسة جنفياف لبعض الكهنة عن اشتياقها لبناء كنيسة باسم الشهيد ديونيسيوس، لكنهم رأوا استحالة ذلك لعدم وجود مواد للبناء. في الغد اكتشفوا وجود مواد بناء في غابةٍ قريبةٍ جدًا من باريس، فقاموا ببناء الكنيسة.وهب الله القديسة إمكانية إخراج الشياطين. وتمت على يديها عجائب كثيرة، وبسبب الغيرة اتهمها البعض بالخداع لكن القديس جرمانيوس دافع عنها.

## محاولة حرقها
قيل أن الملك الوثني أتيلا بعد انتصاره على مملكة النمسا دخل بلاد فرنسا بنصف مليون جندي حتى اقترب من باريس. أراد الشعب في باريس أن يهرب إلى المدن القريبة الحصينة، لكن القديسة جنفياف أقنعت بعض النساء بأن الملك لن يمس باريس، وهن اقنعن أزواجهن. غير أن البعض ظنوا أنها ساحرة وتآمروا عليها لحرقها. أرسل القديس جرمانيوس من إيطاليا وكيله وهو كاهن تقي جاء إلى باريس ودافع عن القديسة، خاصة وأن نبوتها قد تحققت.

## شجاعتها ومحبتها للناس
جاء ملك آخر اسمه شيديرياك الأول حاصر مدينة باريس، وحدثت مجاعة عظيمة حتى أن بعض الفقراء ماتوا في الشوارع. تألمت القديسة جدًا.قادت جنفياف قافلة عبر النهر لتُحضر الغذاء للسكان الذين يعانون من الجوع، عادت بأكثر من عشرة مراكب مشحونة قمحًا. ومن شدة حبها وعطفها على الناس طلبت بشجاعة مرتين من القادة الحربيين أن يطلقوا سراح أسرى الحرب، وفي المرتين نالت ما طلبته.

## مع سيلينيا
التقت بها فتاة تُدعى سيلينيا، وكانت من الأشراف. إذ تحدثت معها عن الحياة البتولية وكيف يتشبه البتوليون والعذارى بالملائكة فسخت الفتاة خطبتها مع شاب غني جدًا. إذ سمع الشاب بذلك جاء في غضبٍ ليقتل الاثنتين، لكنهما هربتا إلى الكنيسة حيث انفتح لهما باب الكنيسة المُغلق، وأغلق فورًا بطريقة فائقة، وبهذا لم يلتقٍ بهما الشاب.

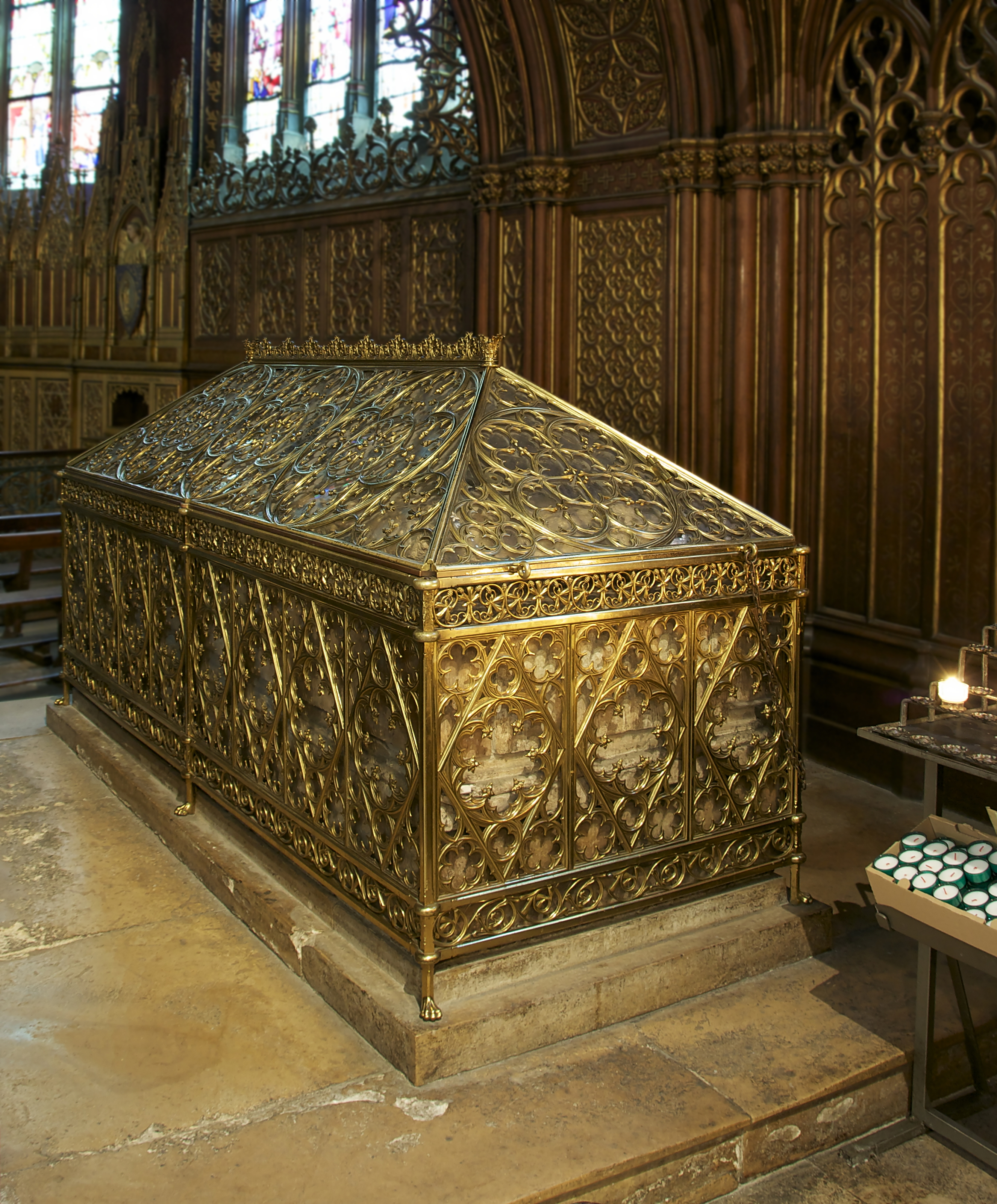
قبر القديسة جينيفيف في كنيسة سانت اتيان دو مونت

## نسكها
كانت لا تأكل إلا في يومي الأحد والخميس، وكان طعامها هو خبز شعير وفول مسلوق، ولا تشرب إلا الماء، وكانت ترتدي المسوح، وترقد على الأرض بغير فراشٍ، وتقضي ساعات طويلة بالليل في الصلاة.كانت نياحتها حوالي سنة 500 م.من المعجزات التي تروى عنها بعد نياحتها والتي تعكس شدة حبها وإشفاقها على الناس ما حدث سنة 1129 م. حين ظهر وباء في فرنسا، فحمل الشعب جسدها وطافوا به في المدينة فانتهى الوباء في الحال. ومازالت الكنيسة هناك تعيّد بتذكار هذه المعجزة إلى الآن، وذلك في 3 يناير.

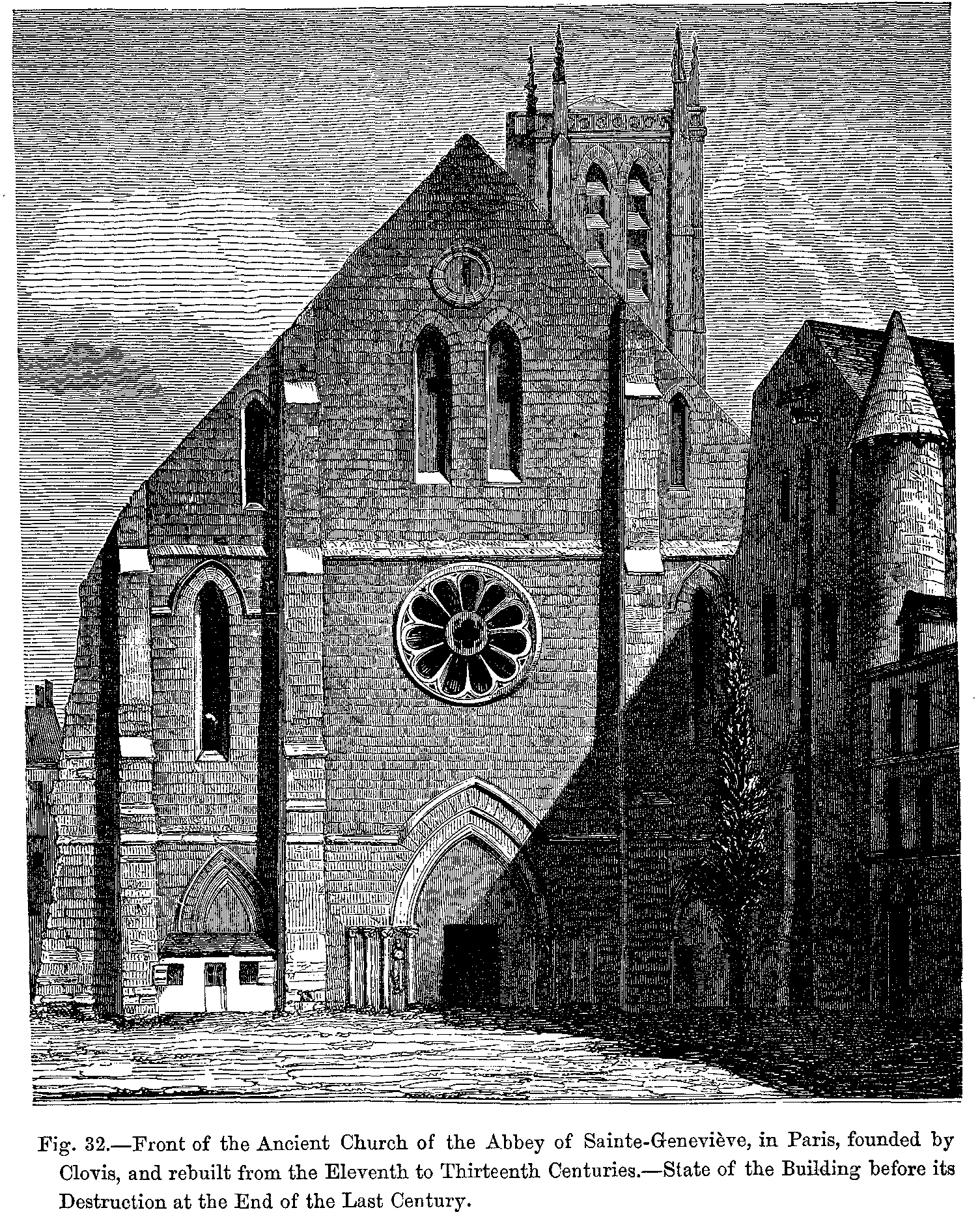
صورة دير القديسة جينفياف

## دير القديسة
قام الملك كلوفيس الأول بتأسيس دير حيث تستطيع جينيفيف أن تخدم، وحيث دفنت نفسها لاحقًا. تحت رعاية البينديكتين، الذين أسسوا ديرًا هناك، شهدت الكنيسة العديد من المعجزات التي حدثت في قبرها. كما تم تكريم القديسة جينفياف هناك، أعيد تكريس الكنيسة باسمها؛ قام الناس في النهاية بإثراء الكنيسة بهداياهم. تم نهبها من قبل الفايكنج في 847 وأعيد بناؤها جزئيًا، ولكن تم الانتهاء منها فقط في 1177.

## أنظر أيضاًَ
- تاريخ فرنسا
- الدين في فرنسا
- الكاثوليكية الرومانية في فرنسا

## روابط خارجية
- يوم القديسة الثالث من يناير يوم القديسة جينفياف من باريس علي موقع SaintPatrickDC.org
- "القديسة جينيفياف، راعية مدينة باريس"، بتلر، ألبان. "سير حياة الآباء والشهداء وغيرهم من القديسين الرئيسين، المجلد. الأول